# Partis politiques au Mali
Les partis politiques au Mali sont reconnus entre 1991 et 2025 comme « des organisations de citoyens réunis par une communauté d'idées et de sentiments, prenant la forme d'un projet de société, pour la réalisation duquel ils participent à la vie politique par des voies démocratiques ». Les partis politiques sont tous officiellement dissous en 2025 sous le régime d'Assimi Goïta, président de la Transition de la république du Mali.
Auparavant, les premiers partis politiques ont été créés pendant la colonisation française et participent activement à l’indépendance du Soudan français qui devient le 22 septembre 1960 la république du Mali. Sous la première république, l'Union soudanaise – Rassemblement démocratique africain (US-RDA) devient un parti unique de fait. Après le coup d’État de Moussa Traoré le 19 novembre 1968, les partis politiques sont dans un premier temps interdits. Un parti unique, l'Union démocratique du peuple malien est ensuite créée en 1976. Les revendications pour le multipartisme se développent à partir de 1990 mais Moussa Traoré reste intransigeant, position qui entraîne des manifestations réprimées par le régime autoritaire avant qu’Amadou Toumani Touré renverse le régime et préside le Comité de transition pour le salut du peuple qui instaure une république démocratique fondée sur le multipartisme. De 1991 aux années 2000, le nombre de partis politiques, qui peuvent se créer librement, explose pour atteindre 120 partis en 2009.

## Histoire

### Avant l'indépendance: bipartisme
Après la Seconde Guerre mondiale, plusieurs partis politiques sont créés au Soudan français, colonie française correspondant à l’actuel Mali. Trois partis sont créés au début 1946. Le Parti démocratique soudanais est créé le 6 janvier 1946. Ce parti est proche du Parti communiste français. Le 26 janvier 1946, est créé le Bloc démocratique soudanais, officiellement proche de la SFIO mais qui se rapproche du PCF. Le Parti progressiste soudanais (PSP) est créé le 13 février 1946. Il constitue en milieu rural une trentaine de comités à travers le pays et recrute chez les notables locaux, les chefs de canton désignés par le colonisateur. Très rapidement, le Soudan français va connaître une bipolarisation. Le Rassemblement démocratique africain (RDA) tient son congrès constitutif à Bamako du 18 au 21 octobre 1946. Le 22 octobre 1946, la section soudanaise est créée par la fusion du Bloc démocratique soudanais et du Parti démocratique soudanais. Mamadou Konaté devient président et Modibo Keïta secrétaire général de ce nouveau parti, l'Union soudanaise – Rassemblement démocratique africain (US-RDA).
Dans un premier temps, le PSP de Fily Dabo Sissoko domine grâce à son implantation sur l'ensemble du territoire. Aux élections législatives de novembre 1946, la liste du PSP obtient deux députés et aux élections législatives de 1951 trois députés contre un seul pour l’US-RDA. Mais l'US-RDA arrive en tête aux premières élections municipales organisées à Bamako le 12 avril 1953 ainsi qu’aux élections municipales du 18 novembre 1956. Modibo Keïta devient le premier maire de Bamako.
Aux élections pour l’Assemblée territoriale soudanaise de mai 1957, l'US-RDA obtient 35 députés et le PSP seulement cinq.

### Première république: l'US-RDA, parti unique de fait
L’indépendance du Mali, après l’échec de la Fédération du Mali qui regroupait le Soudan français et le Sénégal, est proclamée lors du congrès extraordinaire de l’US-RDA qui décide de l’orientation socialiste de la nouvelle république. Son président Modibo Keïta est élu président de la république.
L’US-RDA domine largement la vie politique. Le PSP, dont les cadres avaient majoritairement intégré l’appareil d’État, décide de rejoindre en 1959 les rangs du parti de l’indépendance. L’US-RDA devient de fait le parti unique, fonctionnant selon le principe du centralisme démocratique. Les anciens leaders du PSP, Fily Dabo Sissoko et Hammadoun Dicko, opposés à l’orientation socialiste et à la création du franc malien, sont arrêtés et condamnés en 1962, emprisonnés à Kidal avant de mourir certainement assassinés.
Le président Modibo Keïta fait face à une division au sein de son parti, partagé entre une aile droite et une aile gauche. Il tente de maintenir l’unité mais est contraint de dissoudre le Bureau politique national le 22 août 1967.

### Parti unique sous Moussa Traoré (1968–1989)
Le 19 novembre 1968, le régime de Modibo Keïta est renversé par des militaires conduits par Moussa Traoré, qui prend la tête du Comité militaire de libération nationale. Le capitaine Yoro Diakité prend la tête d’un gouvernement provisoire. La constitution est suspendue le 6 décembre 1968, et les partis politiques sont interdits. Le 2 juin 1974, une constitution approuvée par référendum (qualifié de farce par les opposants) par 99,71 % prévoit, après une période transitoire de cinq ans, l'élection du chef de l'État au suffrage universel, une Assemblée nationale et un parti unique.
Des partis politiques voient le jour dans la clandestinité. Au début des années 1970, le Parti malien du travail (PMT) s'engage pour la défense des libertés individuelles et l'instauration du pluralisme politique. Les militants du PMT s'impliquent au sein de l'Union nationale des travailleurs du Mali (UNTM). Lors du 2e congrès du syndicat (appelé « congrès de revitalisation des travailleurs maliens »), l'UNTM réclame le départ des militaires. La junte militaire fait dissoudre la direction de l'UNTM et arrêter des membres du bureau syndical.
Le 30 mars 1976, la junte militaire créé le parti unique prévu dans la constitution de 1974 : l'Union nationale des jeunes du Mali afin d'assurer sa mainmise sur la jeunesse et concurrencer l’Union nationale des élèves et étudiants du Mali (UNEEM). Ce syndicat étudiant avait des liens avec des partis clandestins comme le PMT, le Parti malien pour la démocratie et la révolution (PMDR) et le Comité de défense des libertés démocratiques au Mali (CDLDM).
Le 19 juin 1979, Moussa Traoré, unique candidat à l’élection présidentielle est élu ainsi que les 82 députés, tous membres de l’UDPM. L'opposition démocratique, présente tant à l’intérieur du pays qu’à l’étranger, notamment en France, tente de s’organiser. Le PMDR appelle, lors de sa conférence de Tombouctou en 1979, « les patriotes et démocrates maliens » à s’unir pour combattre le régime de Moussa Traoré. Des contacts se prennent entre les différentes organisations. En 1984 est créé le Front démocratique des patriotes maliens, en 1986 le Front national démocratique populaire (FNDP) qui comprend le PMT, le PMDR, le PDPM, rejoint en 1989 par l'US-RDA.

### Contestation du parti unique (1990–1991)
L’année 1990 est marquée par la contestation du parti unique et les revendications du multipartisme et de la démocratie au Mali. Les 28 et 29 mai 1990, l'Union nationale des travailleurs du Mali tient son conseil central extraordinaire et déclare: « Considérant que le parti unique constitutionnel et institutionnel ne répond plus aux aspirations démocratiques du peuple malien ; […] le conseil central extraordinaire rejette en bloc le dirigisme politique qui entrave le développement de la démocratie au Mali […] opte pour l'instauration du multipartisme et du pluralisme démocratique.
Alors que les partis politiques sont toujours interdits, plusieurs associations vont être créées : l’Association des jeunes pour la démocratie le 15 octobre 1990.
Le Congrès national d'initiative démocratique (Cnid) est créé le 18 octobre 1990. Le 25 octobre 1990, l’Alliance pour la démocratie au Mali (Adema) est créée. Présidée par Abdrahamane Baba Touré elle regroupe des militants des plusieurs partis clandestins (US-RDA, PMDR, PMT, FDPM) opposés au régime autoritaire de Moussa Traoré.
À partir de décembre 1990, les associations mobilisent la population. Le Cnid organise une manifestation pacifique qui réunit 10 000 personnes à Bamako le 10 décembre 1990, puis, avec l’Adéma, une nouvelle manifestation, unitaire, le 30 décembre 1990, qui rassemble de 30 000  à   50 000 personnes dans les rues de Bamako,. Les manifestations se poursuivent au début de l’année 1991 : le 18 janvier 1991 à Bamako et le 19 janvier 1991 à Ségou. Le 3 mars 1991, une nouvelle marche est organisée par les deux associations rejointes par l'Association pour la justice, la démocratie et le progrès (AJDP) et la Jeunesse libre et démocratique (JLD). Le 17 mars 1991, l’Adema, le Cnid et l'Association des élèves et étudiants du Mali (AEEM) organisent une marche silencieuse en souvenir de Cabral, leader étudiant assassiné le 17 mars 1980.
Le 22 mars 1991, le Comité de coordination des associations et des organisations démocratiques, communément appelé Mouvement démocratique est créé et rassemble le Cnid l’Adéma, l’AJDP, le JLD, l’Union nationale des travailleurs du Mali (UNTM), l’Association malienne des droits de l'homme (AMDH), l’AEEM et le barreau.
Le 26 mars 1991, alors que des manifestations violemment réprimées se succèdent, le lieutenant-colonel Amadou Toumani Touré arrête Moussa Traoré. Un Comité de transition pour le salut du peuple est créé auquel participe des militaires et des représentants des associations. Une conférence nationale établit une nouvelle constitution et écrit une charte des partis politiques.

### Multipartisme (1991–2025)
La constitution de la 3e république reconnaît le multipartisme. Les deux grandes associations, le Cnid et l’Adéma, se transforment en parti politique : le Congrès national d'initiative démocratique et l’Alliance pour la démocratie au Mali-Parti africain pour la solidarité et la justice (Adéma-Pasj). Très rapidement le nombre de partis explose mais très peu ont des élus aux élections nationales. En 1992, 48 partis ont été créés, 24 participent aux élections municipales et 22 au premier tour des élections législatives en 1992 où, en dehors de l’Adéma-Pasj qui obtient 76 députés sur 116, seuls neuf partis ont entre un et neuf élus : L'Adéma-Pasj, qui emporte également l'élection présidentielle avec Alpha Oumar Konaré et les élections municipales, domine la vie politique.
Les grands partis politiques vont connaître au cours des années 1990-2000 plusieurs scissions augmentant encore le nombre de partis. Ainsi, le Parti pour la renaissance nationale est créé par scission avec le Congrès national d’initiative démocratique en 1995, le Bloc pour la démocratie et l'intégration africaine est né d’une scission avec l’US-RDA en 1993, tout comme le Parti de l'indépendance, de la démocratie et de la solidarité en 2001. L'Adéma-Pasj connait plusieurs scissions qui ont donné naissance au Mouvement pour l'indépendance, la renaissance et l'intégration africaine en 1994, au Rassemblement pour le Mali en 2001 et à l’Union pour la république et la démocratie en 2003.
La multitude de partis incite à la création d'alliances électorales. En 1996 sont créées trois coalitions. L’Adéma-Pasj réunit ses alliés au sein de la Convergence nationale pour la démocratie et le progrès, créé le 26 octobre 1996, alors que l’opposition se regroupe dans deux coalitions, le Rassemblement des forces patriotiques, créé le 17 octobre 1996, et le Front pour le changement et la démocratie, créé le 12 décembre 1996.
Quelques mois plus tard, après les ratées du premier tour des élections législatives le 13 avril 1997, les partis politiques de l'opposition se réunissent au sein du Collectif des partis de l’opposition (Coppo) et la plupart boycottent les élections présidentielle et législatives de juillet 1997.
Ces alliances électorales ne durent généralement que le temps des élections. Et aux élections suivantes, de nouvelles alliances se forment, parfois entre anciens adversaires. En 2002, à l’approche des élections présidentielle et législatives, le Rassemblement pour le Mali (RPM) de l’ancien Premier ministre Ibrahim Boubacar Keïta, né d’une scission avec l’Adéma-Pasj s’allie avec le Congrès national d’initiative démocratique et du Mouvement patriotique pour le renouveau, parti créé par des proches de l’ancien chef d’État Moussa Traoré, au sein de la coalition Espoir 2002,.
Depuis plusieurs années, des petits partis ont choisi de fusionner avec des partis plus importants. Ainsi, le 5 avril 2008, le Parti malien pour le progrès social (PMPS Ciwara Ton), créé en 1991 et dirigé par Moriba Samaké, a décidé de se fondre dans l'Union pour la république et la démocratie (URD). En 2008, le Rassemblement national pour la démocratie (RND), le Parti pour l'unité, la démocratie et le progrès (PUDP), le Parti pour la démocratie, la culture et l'intégration (PDCI) ont décidé de fusionner avec Adéma-Pasj. En juillet 2009, 120 partis politiques sont enregistrés auprès du Ministère de l’Administration territoriale et des Collectivités locales.

### Dissolution des partis politiques (depuis 2025)
Des assises, boycottées par la majorité des partis politiques, ont lieu les 28 et 29 avril 2025. Elles proposent de nommer le chef de la junte Assimi Goïta président de la République pour cinq ans, renouvelables, ainsi que de dissoudre les partis politiques. En réaction, des centaines de partisans de ces partis manifestent le 3 mai devant le palais de la culture pour s'opposer à la décision, réclamant la fin de la transition d'ici le 31 décembre 2025. Leur manifestation a été encadré par les forces de sécurité, qui ont par ailleurs dispersé une trentaine de partisans de la junte, qui ont tenté de perturber son déroulement. Un deuxième rassemblement, prévu à la maison de la presse, a été empêché par des personnes envoyées par la junte. Alors qu'une manifestation était prévue le 9 mai, la junte a suspendu les activités des partis le 7 mai.
Le 12 mai, le Conseil national de la transition vote l'abrogation de la charte des partis, décision promulguée le lendemain 13 mai par Goïta, qui dissout le jour même ces partis à l'issue d'un conseil des ministres, et leur interdit de se réunir. Cette mesure est accompagnée par la suspension de la diffusion de TV5 Monde.

## Partis politiques représenté à l'Assemblée nationale depuis 1992
| Nom                                                                                 | Sigle                 | Date de création                       | 1992-1997 | 1997-2002 | 2002-2007 | 2007-2012 |
| Alliance pour la démocratie au Mali-Parti africain pour la solidarité et la justice | Adéma-Pasj            | 1991                                   | oui       | oui       | oui       | oui       |
| Bloc des alternances pour le renouveau, l'intégration et la coopération africaine   | Barica                | 2004                                   | -         | -         | non       | oui       |
| Bloc pour la démocratie et l'intégration africaine                                  | BDIA                  | 1993                                   | oui       | non       | oui       | oui       |
| Congrès national d’initiative démocratique                                          | Cnid                  | 1991                                   | oui       | non       | oui       | oui       |
| Convention parti du peuple                                                          | Copp                  | 1996                                   | non       | oui       | non       | non       |
| Convention sociale démocrate                                                        | CDS                   | 1996                                   | -         | oui       | oui       | non       |
| Convergence pour le développement du Mali                                           | Codem                 | 2008                                   | -         | -         | -         | oui       |
| Mouvement des citoyens-Cercle des démocrates républicains                           | MC-CDR                | 1996                                   | -         | oui       | non       | non       |
| Mouvement patriotique pour le renouveau                                             | MPR                   | 1995                                   | -         | non       | oui       | oui       |
| Mouvement pour l'indépendance, la renaissance et l'intégration africaine            | Miria                 | 1994 scission de l’Adéma-Pasj          | oui       | non       | non       | oui       |
| Parti citoyen pour le renouveau                                                     | PCR                   | 2005                                   | -         | -         | -         | oui       |
| Parti de l'indépendance, de la démocratie et de la solidarité                       | PIDS                  | 2001 scission de l’US-RDA              | -         | -         | oui       |           |
| Parti démocratique de la justice                                                    | 1991                  | PDJ                                    | non       | oui       | non       | non       |
| Parti malien pour le développement et le renouveau                                  | PMDR                  | 1991, fusion avec l’URD en 2004        | oui       |           | non       | -         |
| Parti pour la démocratie et le renouveau                                            | PDR                   | 1999                                   | -         | oui       | oui       | non       |
| Parti pour la renaissance nationale                                                 | 1995 scission du Cnid | -                                      | -         | oui       | oui       |           |
| Parti de la solidarité et du progrès                                                | PSP                   | 1946 (Parti progressiste soudanais)    | oui       | non       | oui       | oui       |
| Rassemblement malien pour le travail                                                | Ramat                 | 1991                                   | non       | non       | oui       | non       |
| Rassemblement national pour la démocratie                                           | RND                   | 1997, fusion avec l’Adéma-Pasj en 2008 | -         | oui       | oui       | oui       |
| Rassemblement pour la démocratie du travail                                         | RDT                   | oui                                    | non       | oui       | non       |           |
| Rassemblement pour la démocratie et le progrès                                      | RDP                   | 1991                                   | oui       | non       | non       | non       |
| Rassemblement pour le Mali                                                          | RPM                   | 2002 scission de l’Adéma-Pasj          | -         | -         | oui       | oui       |
| Union des forces démocratiques pour le progrès                                      | UFDP                  | 1991                                   | oui       | non       | non       | non       |
| Union pour la démocratie et le développement                                        | UDD                   | oui                                    | oui       | oui       | oui       |           |
| Union pour la république et la démocratie                                           | URD                   | 2003 scission de l’Adéma-Pasj          | -         | -         | oui       | oui       |
| Union soudanaise-Rassemblement démocratique africain                                | US-RDA                | 1946                                   | oui       | non       | oui       | oui       |
| Solidarité africaine pour la démocratie et l'indépendance                           | Sadi                  | 1996                                   | -         | non       | oui       | oui       |

## Partis politiques actuels (avant la dissolution générale de mai 2025)

### Charte des partis politiques
La charte des partis politiques est établie par une ordonnance du Comité de transition pour la salut du peuple (CTSP) le 10 octobre 1991. Elle se définit comme « un ensemble de principes qui régit la vie des partis » et a pour objet « de codifier leurs règles de formation, de fonctionnement et de financement ». Selon cette charte, les partis politiques « organisations de citoyens réunis par une communauté d’idées et de sentiments, prenant la forme d’un projet de société, pour la réalisation duquel ils participent à la vie politique par des voies démocratiques » ont « vocation à mobiliser et éduquer leurs adhérents, à participer à la formation de l’opinion, à concourir à l’expression du suffrage et à encadrer des élus ».
Les partis se forment et exercent leur activité librement. Cependant, la charte précise un certain nombre d’interdits : « ils ne doivent pas porter atteinte à la sécurité et à l’ordre public, ainsi qu’aux droits et aux libertés individuels et collectifs » ; ils n’ont pas le droit de créer des « organisations à caractère militaire ou paramilitaire » et ne peuvent se fonder » sur une base ethnique, religieuse, linguistique, régionaliste, sexiste ou professionnelle », ni vouloir « porter atteinte à l’intégrité du territoire national et à la forme républicaine de l’État ». Des modifications à cette charte sont apportées par une loi du 7 juillet 2000 et par une loi du 18 août 2005.

### Financement public
La charte des partis politiques prévoit un financement public des partis par une aide financière de l’État inscrite au budget de l’État à raison de 0,25 % des recettes fiscales.
Cette aide est répartie entre les partis politiques selon plusieurs critères :
- 15 % des crédits alloués est reversé aux partis ayant participé aux dernières élections générales municipales ou législatives
- 40 % est reversé proportionnellement au nombre de députés élus
- 35 % est reversé proportionnellement au nombre de conseillers communaux élus
- 10 % est reversé proportionnellement au nombre de femmes élues (5 % pour les députées, 5 % pour les conseillères communales).

Pour bénéficier de cette aide, les partis doivent remplir certaines conditions :
- justifier la tenue régulière des instances statutaires du parti ;
- disposer d'un siège national exclusivement destiné aux activités du parti distinct d'un domicile ou d'un bureau privé ;
- disposer d'un compte ouvert auprès d'une institution financière installée au Mali ;
- tenir un inventaire annuel des biens meubles et immeubles et présenter les comptes annuels à la Section des comptes de la Cour suprême au plus tard le 31 mars de chaque année ;
- justifier d'un compte dont la moralité et la sincérité sont établies par le Rapport de vérification de la Section des comptes de la Cour suprême ;
- justifier de la provenance de ses ressources financières et de leur utilisation ;
- avoir participé aux dernières élections générales législatives ou communales.

Au titre de l’année 2009, le gouvernement a annoncé l’octroi de subventions à 32 partis politiques éligibles selon ces critères, pour un montant global de plus 1,1 milliard de francs CFA,.

### Partis de l'opposition
L’Assemblée nationale adopte le 1er juillet 1995 la loi portant statut des partis de l’opposition en république du Mali. Cette loi « a pour objet de conférer un statut juridique à l’opposition dans un cadre démocratique et pluraliste aux fins de contenir le débat politique dans les limites de la légalité et d’assurer l’alternance pacifique au pouvoir. » Elle définit les devoirs (contribuer au développement de l’esprit démocratique, respecter la constitution et les institutions, défendre les intérêts supérieurs de la Nation, cultiver la non-violence comme forme d’expression, cultiver l’esprit républicain par le respect de la règle de la majorité) et les droits (droit de représentation en fonction de leur poids politique au sein des organes et des institutions où ils siègent, libre accès aux renseignements par voie d’audience spéciale dans les ministères et administrations publiques, droit de recevoir et d’être reçu par les missions diplomatiques accréditées au Mali et les personnalités étrangères en visite au Mali. Ces droits « sont inaliénables et imprescriptibles ».

### CMDID
Le Centre malien pour le dialogue inter-partis et la démocratie (CMDID) est une plate-forme regroupant 52 partis politiques (dont 14 représentés à l'Assemblée nationale), créée en avril 2008. Le CMDID a pour but de contribuer à la promotion de la démocratie et du multipartisme au Mali en vue de consolider l’unité et la cohésion nationale, par le renforcement du dialogue entre les partis et de leurs capacités institutionnelles et organisationnelles.
En 2009, le CMDID élabore un « plan d’action » qui inclut sa participation au processus de réformes engagées, une plus grande participation des femmes et un dialogue avec les acteurs de la société civile afin d’accroître la confiance des citoyens envers les partis politiques.
Le CMDID organise des rencontres entre les différents partis sur des thématiques comme le rapport de la mission de consolidation du processus démocratique au Mali de Daba Diawara.
Le CMDID bénéficie d’un soutien financier de l'Institut néerlandais pour la démocratie multipartite (IMD). Le conseil d’administration du CMDID est présidé par le Dr. Amadou Sy.